# Плавання на літніх Олімпійських іграх 2024 — естафета 4x100 метрів комплексом (жінки)
Змагання з плавання в естафеті 4x100 метрів комплексом серед жінок на літніх Олімпійських іграх 2024 відбудуться 3 серпня на Арені Дефанс.

## Рекорди
Перед змаганнями чинні світовий та олімпійський рекорди були такі:
| Світовий рекорд     | - США (USA) - Реган Сміт (57.57) - Ліллі Кінг (1:04.81) - Келсі Воррелл (56.16) - Сімоне Мануель (51.86)          | 3:50.40 | Кванджу, Південна Корея | 28 липня 2019 | [ 2 ] |
| Олімпійський рекорд | - Австралія (AUS) - Кейлі Маккіон (58.01) - Челсі Годжес (1:05.57) - Емма Маккеон (55.91) - Кейт Кемпбелл (52.11) | 3:51.60 | Токіо, Японія           | 1 серпня 2021 |       |

## Формат змагань
Змагання складаються з двох раундів: попередні запливи та фінал. Збірні, що показали 8 найкращих результатів у попередніх запливах, виходять до фіналу. У тому разі, коли на останнє місце потрапляння до фіналу претендують дві чи більше збірні з однаковим часом, передбачено перепливання.

## Розклад
Вказано центральноєвропейський час (UTC+1)
| Дата          | Час   | Раунд             |
| ------------- | ----- | ----------------- |
| 3 серпня 2024 | 10:00 | Попередні запливи |
| 3 серпня 2024 | 20:30 | Фінал             |

## Результати

### Попередні запливи
| Місце | Заплив | Доріжка | Плавчині | Час     | Нотатки |
| ----- | ------ | ------- | --- | ------- | ------- |
| 1     | 1      | 4       | Австралія (AUS) Іона Андерсон (58.67) Елла Рамзей (1:06.79) Александрія Перкінс (56.59) Меґ Гарріс (52.76)                 | 3:54.81 | Q       |
| 2     | 2      | 5       | Канада (CAN) Інґрід Вілм (59.42) Софі Анґус (1:06.07) Мері-Софі Гарві (57.68) Пенні Олексяк (52.93)                        | 3:56.10 | Q       |
| 3     | 1      | 5       | Китай (CHN) Ван Сюеер (59.75) Тан Цяньтін (1:05.74) Юй Їтін (56.50) У Цінфен (54.25)                                       | 3:56.34 | Q       |
| 4     | 2      | 4       | США (USA) Кетрін Беркофф (58.98) Емма Вебер (1:07.39) Алекс Шейкелл (57.32) Кейт Дуглас (52.71)                            | 3:56.40 | Q       |
| 5     | 2      | 6       | Японія (JPN) Сірай Ріо (1:00.91) Судзукі Сатомі (1:05.52) Мідзукі Хіраї (56.32) Ікее Рікако (53.77)                        | 3:56.52 | Q       |
| 6     | 2      | 3       | Швеція (SWE) Ганна Росвалл (1:00.16) Софі Ханссон (1:07.24) Луїс Ганссон (56.62) Сара Шестрем (53.31)                      | 3:57.33 | Q       |
| 7     | 1      | 6       | Франція (FRA) Емма Теребо (59.16) Шарлотт Бонне (1:07.40) Марі Ваттель (57.19) Марі-Амбр Молу (53.65)                      | 3:57.40 | Q       |
| 8     | 1      | 3       | Нідерланди (NED) Маайке де-Ваард (1:00.19) Тес Схаутен (1:07.88) Тесса Ґіеле (57.01) Марріт Стінберген (52.40)             | 3:57.48 | Q       |
| 9     | 1      | 7       | Німеччина (GER) Лаура Рідеманн (1:01.05) Анна Елендт (1:05.92) Анґеліна Келер (56.74) Nina Holt (54.41)                    | 3:58.12 |         |
| 10    | 2      | 2       | Велика Британія (GBR) Кетлін Доусон (1:00.67) Анґарад Еванс (1:05.40) Кіанна Макіннес (58.72) Фрея Андерсон (53.55)        | 3:58.34 |         |
| 11    | 2      | 1       | Ірландія (IRL) Деніелл Гілл (1:00.84) Мона Макшеррі (1:05.38) Еллен Волш (58.01) Grace Davison (55.89)                     | 4:00.12 | NR      |
| 12    | 1      | 2       | Польща (POL) Адела Піскорська (1:00.96) Домініка Штандера (1:07.39) Пауліна Педа (58.66) Корнелія Ф'єдкевич (53.93)        | 4:00.94 |         |
| 13    | 1      | 1       | Гонконг (HKG) Hoi Shun Stephanie Au (1:01.49) Siobhan Haughey (1:07.01) Cheuk Tung Natalie Kan (59.75) Hoi Lam Tam (55.30) | 4:03.56 |         |
| 14    | 2      | 8       | Сінгапур (SGP) Levenia Sim (1:02.30) En Yi Letitia Sim (1:06.76) Quah Jing Wen (59.94) Ган Чінґ Хві (56.58)                | 4:05.58 |         |
|       | 1      | 8       | Данія (DEN) Schastine Tabor Теа Бломстерберґ Martine Damborg Elisabeth Sabroe Ebbesen                                      | Диск.   |         |
|       | 2      | 7       | Італія (ITA) Маргеріта Панцієра Бенедетта Пілато Віола Скотто Ді Карло Софія Моріні                                        | Диск.   |         |

### Фінал
| Місце | Доріжка | Команда | Час     | Нотатки |
| ----- | ------- | --- | ------- | ------- |
| 1     | 6       | США (USA) Реган Сміт (57.28) Ліллі Кінг (1:04.90) Ґретхен Волш (55.03) Торрі Гаск (52.42)                    | 3:49.63 | WR      |
| 2     | 4       | Австралія (AUS) Кейлі Маккіон (57.72) Дженна Страуч (1:07.31) Емма Маккеон (56.25) Моллі О'Каллаган (51.83)  | 3:53.11 |         |
| 3     | 3       | Китай (CHN) Вань Летянь (59.81) Тан Цяньтін (1:05.79) Чжан Юйфей (55.52) Ян Цзюньсюань (52.11)               | 3:53.23 |         |
| 4     | 5       | Канада (CAN) Кайлі Масс (58.29) Софі Анґус (1:06.54) Меґґі Мак-Ніл (55.79) Саммер Макінтош (53.29)           | 3:53.91 |         |
| 5     | 2       | Японія (JPN) Сірай Ріо (1:01.24) Судзукі Сатомі (1:05.08) Мідзукі Хіраї (56.27) Ікее Рікако (53.58)          | 3:56.17 |         |
| 6     | 1       | Франція (FRA) Емма Теребо (59.00) Шарлотт Бонне (1:06.85) Марі Ваттель (57.29) Beryl Gastaldello (53.15)     | 3:56.29 |         |
| 7     | 7       | Швеція (SWE) Ганна Росвалл (1:00.38) Софі Ханссон (1:06.24) Луїс Ганссон (56.95) Сара Шестрем (53.35)        | 3:56.92 |         |
| 8     | 8       | Нідерланди (NED) Маайке де-Ваард (59.91) Тес Схаутен (1:08.55) Тесса Ґіеле (57.51) Марріт Стінберген (53.55) | 3:59.52 |         |